# Góra Ciżowa
Góra Ciżowa (649 m) – niewybitny szczyt w Beskidzie Sądeckim, w zachodniej części Pasma Radziejowej, między Białą Górą a doliną Dunajca.
Ciżowa Góra jest najbardziej na południe wysuniętym szczytem w bocznym, południowym grzbiecie Dzwonkówki. W grzbiecie tym kolejno wyróżnia się wierzchołki: Wisielec (870 m), Góra Łabudowa (870 m), Załamki (730 m), Kuśmierzówka (705 m), Biała Góra (681 m) i Góra Ciżowa (649 m). Wschodnie stoki Ciżowej Góry opadają do doliny potoku Skotnickiego, zachodnie do doliny Ścigockiego.
Szczyt znajduje się w Szczawnicy w województwie małopolskim, w powiecie nowotarskim. Jest dobrym punktem widokowym na Szczawnicę i jej otoczenie. Na wzniesienie nie prowadzi żaden znakowany szlak turystyczny. Szczyt i jego zbocza znajdują się na terenie Popradzkiego Parku Krajobrazowego. Znajdują się tu m.in. objęte ochroną źródła wód mineralnych (szczawy) i buczyna karpacka.